# Parafia konkatedralna św. Stanisława Biskupa w Ostrowie Wielkopolskim
Parafia Konkatedralna Świętego Stanisława Biskupa Męczennika w Ostrowie Wielkopolskim – rzymskokatolicka parafia w dekanacie Ostrów Wielkopolski I.
Erygowana 8 marca 1434. Jest najstarszą parafią w mieście.
Proboszczem parafii od 1906 do połowy 1915 był ks. Henryk Zborowski.
Od 25 marca 1992 kościół parafialny nosi godność konkatedry diecezji kaliskiej.